# Acht Zaligheden (Bijbel)

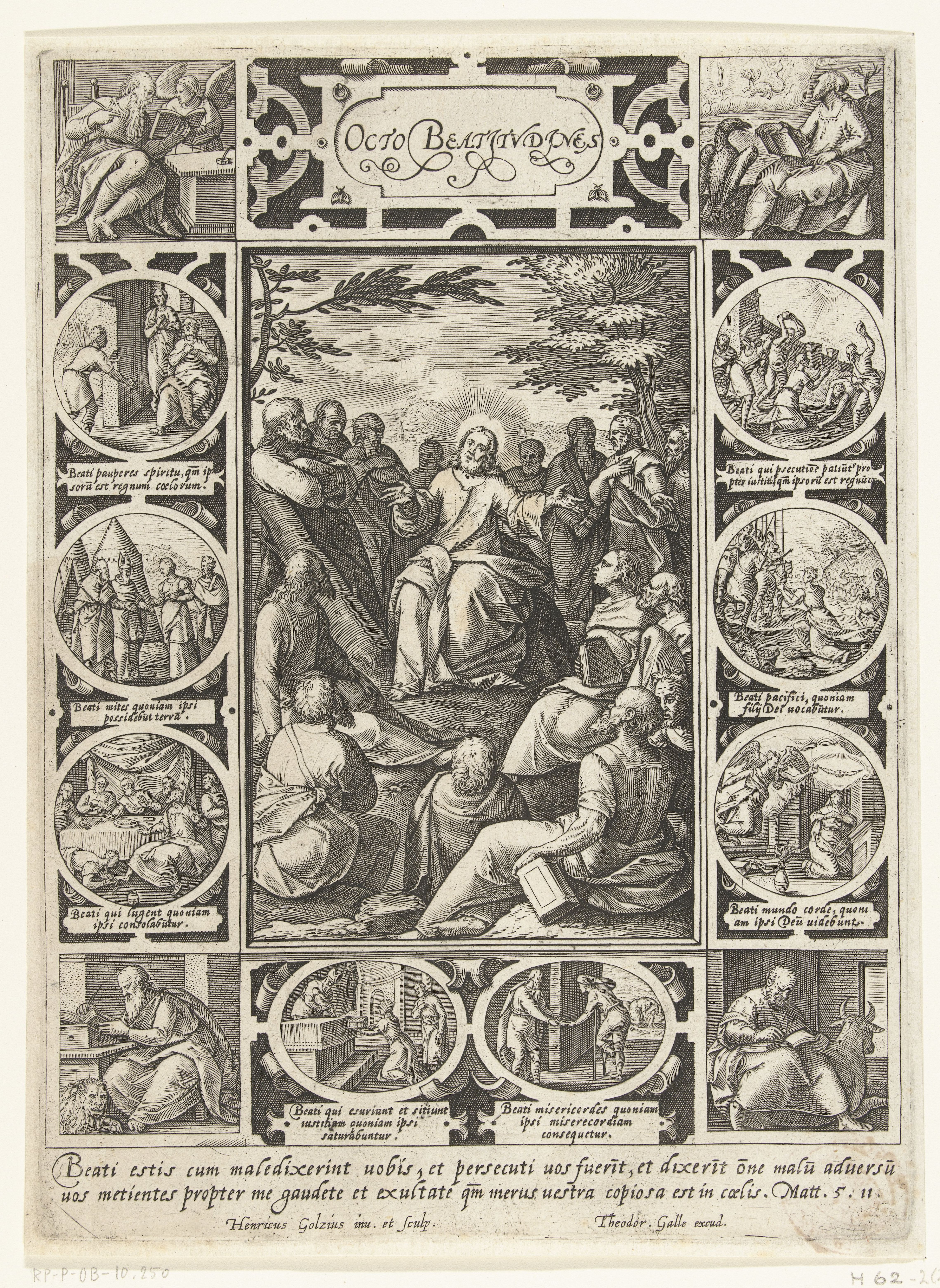
Christus spreekt, gezeten in de buitenlucht te midden van een aantal mensen, over de acht zaligheden. Om de voorstelling een ornamentele rand met verbeeldingen van de diverse zaligheden en de bijbehorende bijbelteksten. In de vier hoeken van de prent kleine portretten van de evangelisten. Onder de voorstelling twee regels Latijn (Mattheüs 5: 11).

De acht zaligheden, zaligsprekingen of makarismen zijn acht uitspraken die Jezus deed in zijn Bergrede volgens Matteüs 5:3-10. Deze toespraak markeert het begin van Jezus' openbare prediking.
De zaligheden die enkel bij Matteüs voorkomen zijn voor de zachtmoedigen, de barmhartigen en de zuiveren van hart. De andere komen (met tekstuele afwijkingen) ook voor in de veldrede in Lucas 6:20-23.